# SAS-966
Der SAS-966W „Saporoshez“ (ukrainisch ЗАЗ-966В „Запорожець“, russisch ЗАЗ-966В „Запорожец“) und sein Nachfolger SAS-966 „Saporoshez“ sind Kleinwagen des sowjetischen und heutigen ukrainischen Herstellers Saporisky Awtomobilebudiwny Sawod (SAS), die von 1966/67 bis 1972 gebaut wurden.

## SAS-966W (ab 1966/67)

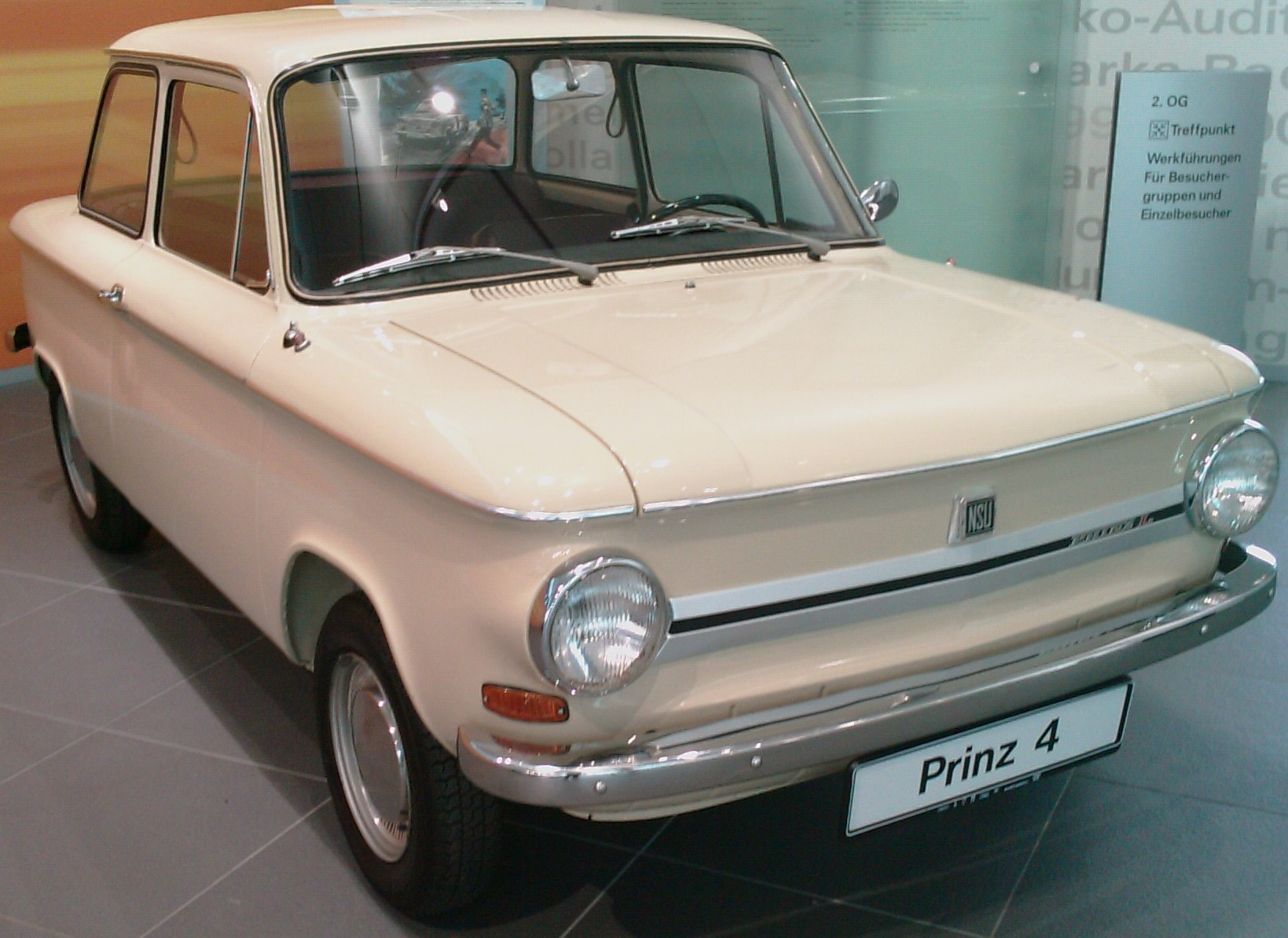
NSU Prinz 4

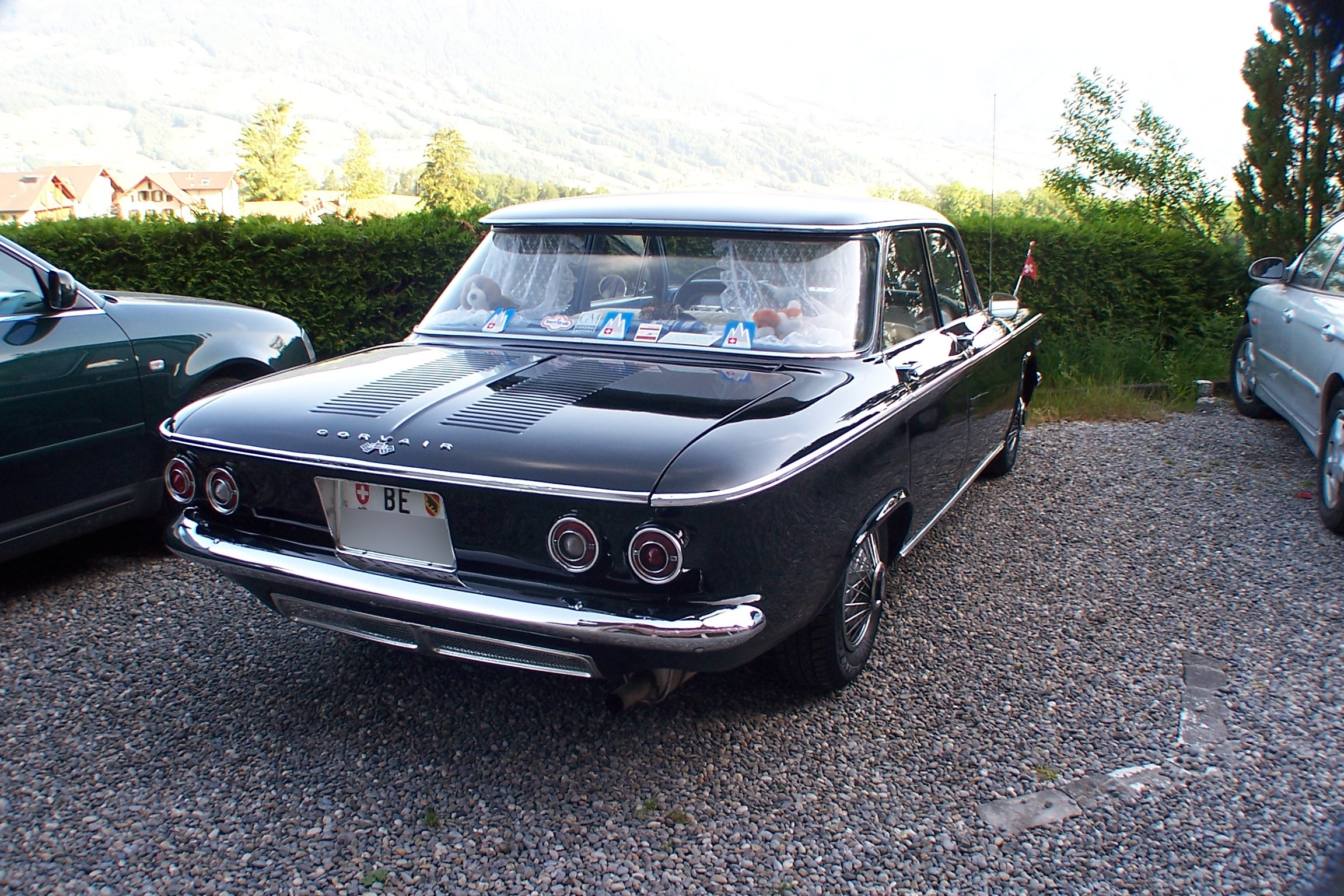
Chevrolet Corvair

Der Prototyp dieses Fahrzeugs wurde bereits im Oktober 1961 vorgestellt. Wiederholt wurde der Serienbeginn angekündigt, der jedoch erst deutlich später erfolgte. Unterschiedlichen Quellen zufolge wurde die tatsächliche Serienproduktion für November 1966 oder aber April 1967 angekündigt. Nach anderen Angaben seien die ersten Wagen des Typs SAS-966W im Jahre 1967 vom Fließband gerollt. Die selbsttragende Karosserie ähnelt der des ab 1961 gebauten NSU Prinz 4, dessen Konstrukteure sich ihrerseits vom US-amerikanischen Chevrolet Corvair inspirieren ließen.
Der SAS-966W ist ein Übergangsmodell zwischen dem SAS-965A und dem SAS-966. Die völlig neu gestaltete Karosserie war 40 cm länger und 15 cm breiter als die des Vorgängermodells. 
Technisch blieb fast alles beim Alten: Der in der Motorenfabrik Melitopol hergestellte V4-Motor hatte ebenfalls einen Hubraum von 887 cm³ und leistete 27–30 PS (20–22 kW), allerdings bei etwas erhöhter Drehzahl von 4200–4400/min. Dementsprechend blieb es bei der Höchstgeschwindigkeit von 100 km/h. Der Benzinverbrauch stieg aber gegenüber dem SAS-965A von 5,5 auf 5,9 l/100 km. Der Motor wurde teilweise aus Aluminium gefertigt und zusammen mit dem Vierganggetriebe im Heck längs eingebaut. Dank der neu konstruierten Hinterradaufhängung mit Längslenkern war die Straßenlage des SAS-966W Saporoshez besser und der Fahrkomfort höher als beim Vorgänger.
Nach Angaben der KFT wurde der SAS-966W mit 30 PS-Motor noch bis 1972 gebaut, in Ausführungen für körperbehinderte Menschen noch bis Januar 1973.

## SAS-966 (1968–1972)

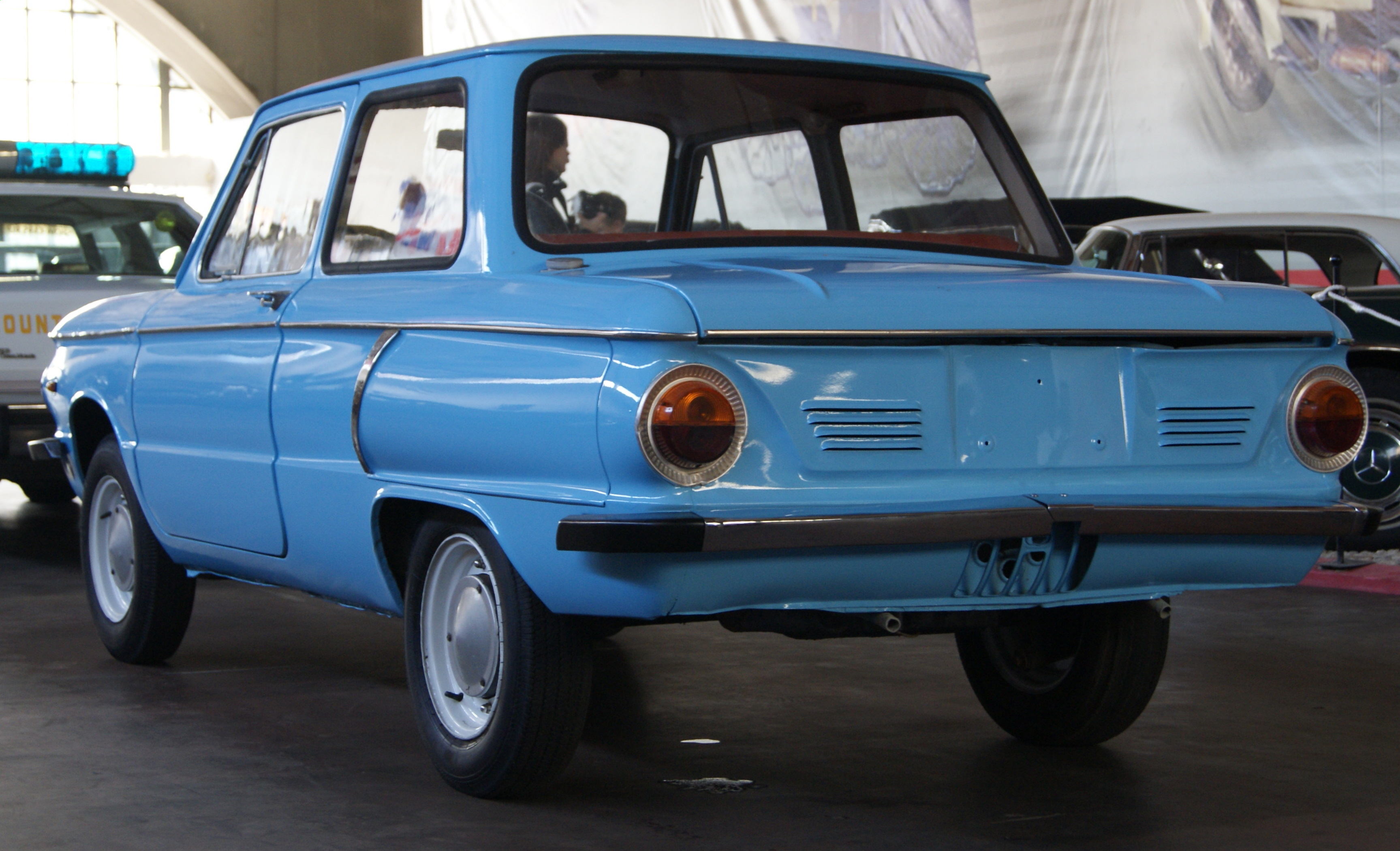
SAS-966 „Saporoshez“ (1968–1972), Heckansicht

Anfang 1968 wurde die Produktion des SAS-966 aufgenommen, der zunächst parallel zum SAS-966W gebaut wurde. Der SAS-966 erhielt einen neuen Motor mit 1197 cm³ Hubraum und 40 PS (29 kW) bei 4200–4400/min. Damit beschleunigte der Saporoshez in 34 s auf 100 km/h und erreichte eine Höchstgeschwindigkeit von 118 km/h. Der Benzinverbrauch stieg auf 7,9 Liter pro 100 km.
In Österreich wurde der Wagen als Zaporoshez SAS 966 „Eliette“ angeboten. Ein Fahrbericht in der Zeitschrift  Austro-Motor bescheinigt ihm eine sehr gute Geländegängigkeit, bemängelt den großen Wendekreis und das unübliche Schaltschema der schwergängigen Gangschaltung. Die Lenkung wirke schwammig und unexakt, die Bremse erfordere „enorme Kräfte um nur bescheidene Bremsleistungen hervorzurufen“. Als Verbrauch wurden im Stadtverkehr 10 bis 13 l/100 km, auf Landstraßen 8 bis 9 l/100 km ermittelt, die Spitzengeschwindigkeit wurde mit 120 km/h angegeben.
1971 erschien der Saporoshez 968, der sich nur in wenigen Details vom SAS-966 unterschied.

## Export
Erstmals im Ausland wurde der SAS-966W (mit 32-PS-Motor, dennoch als SAS 966 bezeichnet) auf der Leipziger Frühjahrsmesse 1967 gezeigt. Im Januar 1968 wurde der SAS-966W auf dem Brüsseler Automobilsalon präsentiert. Von Anfang an wurde er in Belgien unter der Bezeichnung Yalta, in den Niederlanden, Dänemark und Finnland – Jalta, in Österreich – Eliette und in Italien als ZAZ angeboten. Ansonsten galt die Schreibweise Zaporozhets für den englisch- und Zaporojets für den französischsprachigen Markt. Wie der Moskwitsch wurde der Saporoshez zeitweise auch in Belgien als Yalta 1000 montiert; ein Teil der dort hergestellten Wagen erhielt den Motor des Renault 8. Ende 1968 wurde auf dem Pariser Automobilsalon der Typ SAS-966B mit einem V4-Motor und einem Hubraum von 1196 cm³ vorgestellt. In Frankreich wurde er allerdings nie verkauft, in Belgien kam dieser Typ unter der Bezeichnung ZAZ 966 auf den Markt.
Der SAS-966W war in der DDR mit 11.950 Mark um 4.420 Mark teurer als der gleichzeitig angebotene SAS-965A. Er galt weiterhin als technisch anfällig, war wenig geschätzt und wurde spöttisch „Zappelfrosch“, „Sabberfrosch“ oder „Taigatrommel“ genannt.